# زندگی جز یک رویا نیست...
زندگی جز یک رویا نیست… (انگلیسی: Life Is But a Dream...) هشتمین آلبوم استدیویی گروه هوی متال اونجد سون‌فولد می باشد که در ۲ ژوئن ۲۰۲۳ توسط وارنر رکوردز منتشر شد. ضبط این آلبوم از سال ۲۰۱۸ آغاز شد و قرار بود تا پایان سال ۲۰۲۰ آماده بشود اما به دلیل دنیاگیری کووید-۱۹ ضبط برخی آثار در این آلبوم به تعویق افتاد و تا پایان ۲۰۲۲ به طول انجامید.